# 圣卡洛斯新镇
圣卡洛斯新镇，是西班牙卡斯蒂利亚-拉曼恰雷阿尔城省的一个市镇。 总面积109平方公里，总人口435人（2001年），人口密度4人/平方公里。